# Martin Mystère

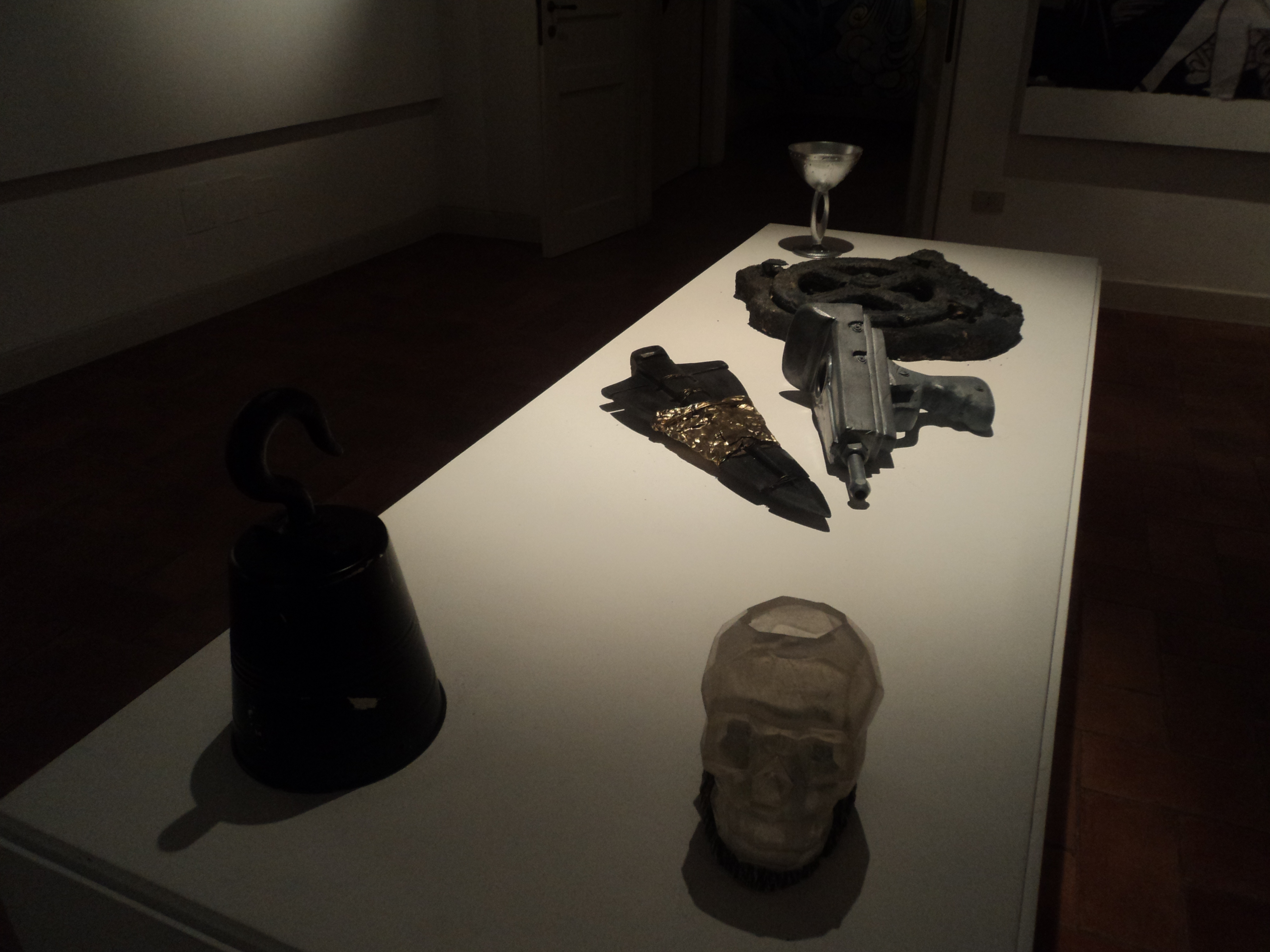
Murchadna, el arma del protagonista.

Martin Mystère es una historieta italiana de la casa Sergio Bonelli Editore, creada por el guionista Alfredo Castelli en 1982.
En España, fue publicado por Ediciones Zinco a partir de 1982 y por Planeta DeAgostini en 1992. Actualmente lo publica Aleta Ediciones.
En este cómic se ha basado la serie animada Martin Mystery.

## Argumento
Martin Jacques Mystere es un antropólogo estadounidense aventurero y de vasta cultura, especializado también en arqueología, historia del arte y cibernética. Apodado "el investigador de lo imposible", Martin se ocupa de los grandes enigmas descuidados por la ciencia oficial, sean de carácter histórico, arqueológico, científico, paracientífico o esotérico (como Atlántida, ovnis, magia, monstruos, etc.). Los resultados de sus investigaciones se convierten en superventas y en un exitoso programa de televisión que él mismo escribe y presenta.
Creado gráficamente por el dibujante Giancarlo Alessandrini, aparece como un hombre maduro, alto y atlético, de pelo rubio ondulado y mandíbula cuadrada, llevando traje y corbata en la ciudad y ropa cómoda durante sus aventuras. Va armado con Murchadna, una antigua pistola de rayos paralizantes procedente del continente perdido de Mu.

## Personajes
Martin vive en Nueva York, en un pequeño apartamento de Washington Mews lleno de libros y su colección de objetos raros, junto a su esposa Diana Lombard, una asistente social firme e inteligente, y a Java, un musculoso Neandertal que Martin encontró en un valle desconocido de Mongolia.
Otros personajes principales de la serie son: Chris Tower, excolega de universidad de Martin y comandante de Altrove, una base secreta gubernamental; Kut Humi, gurú de Martin, que le concede su arma Murchadna y el místico tercer ojo; el inspector de la policía de Nueva York Travis; Angie, una estríper sensual e inocente; John Dee y Edward Kelly, dos simpáticos estafadores.
Por muchos años, la némesis de Martin Mystère ha sido su antiguo amigo y colega Sergej Orloff, quien fue también discípulo de Kut Humi, para luego convertirse al mal; actualmente es un personaje más complejo, suspendido entre el bien y el mal, a veces incluso aliado de Martin. Otros enemigos recurrentes en la serie son el diabólico Mr Jinx y los Hombres de Negro, agentes de una secta ancestral encargada de ocultar y destruir las pruebas de la existencia de todo lo que no sea reconocido por el saber oficial. El padre de Martin, Mark, fue miembro de los Hombres de Negro; sin embargo, cuando se enteró de sus verdaderas intenciones, abandonó la secta; el día después, murió junto a su mujer Laura en un misterioso accidente de avión.

## Spin-offs
- Zona X: fue publicado desde 1992 hasta 1999, por un total de 45 números. Inicialmente fue cuatrimestral e incluía dos historias completas presentadas u ocasionalmente interpretadas por el mismo Martin Mystère, aunque ambientadas en universos narrativos paralelos. Con el número 10 se convirtió en bimensual y alternaba historias completas con miniseries. Con el número 21, finalmente, se volvió mensual y presentaba historias con personajes recurrentes, como la miniserie fantástica La stirpe di Elän o Magic Patrol, cuyos protagonistas son los agentes de un equipo especial de la base de Altrove. En el número 30 hay una historia en solitario de Diana Lombard, titulada "Figli di un mondo perduto".[12]
- Storie da Altrove: anual, alberga historias inéditas ambientadas en el pasado de la base secreta de Altrove. En este spin-off aparecen también personajes históricos, como Benjamin Franklin, Thomas Jefferson, Giuseppe Garibaldi o Gabriele D'Annunzio, y literarios como Sherlock Holmes o el Conde Drácula.[13]

## Crossovers
Martin Mystère comparte el mismo universo narrativo con otros personajes de la editorial Bonelli. Ha sido protagonista de varios cruces con Mister No y Dylan Dog y una versión robot de Martin ha aparecido en la serie Nathan Never. Además, la base de Altrove se encuentra también en Zagor y en Nathan Never. En una historia de Tex, el protagonista encuentra el arma Murchadna en la cripta de un monasterio mexicano.

## Autores

### Guionistas

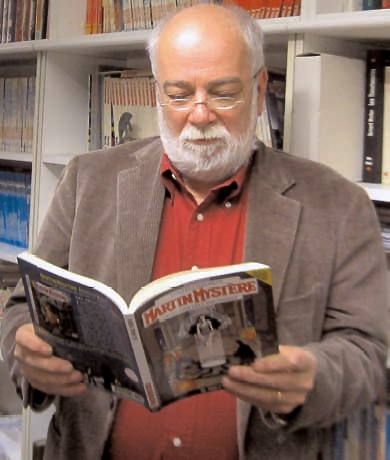
El creador de Martin Mystère, Alfredo Castelli, mientras lee un álbum de su personaje.

Alfredo Castelli, Marco Abate, Marco Abietti, Andrea Artusi, Sergio Badino, Enrico Bagnoli, Lorenzo Bartoli, Marco Belli, Vincenzo Beretta, Marco Berrini, Marco Bertoli, Alessandro Bilotta, Bruno Bonetti, Riccardo Borgogno, Diego Cajelli, Ade Capone, Andrea Carlo Cappi, Pier Carpi, Andrea Cavaletto, Claudio Chiaverotti, Raul Cremona, Noemi Maria Degli Occhi, Marco Deplano, Stefano Di Marino, Tito Faraci, Giuseppe Ferrandino, Leonardo Gajo, Luca Galoppo, Domenico Gandolfi, Giovanni Gualdoni, Michelangelo La Neve, Jean-Marc Lofficier, Ivo Lombardo, Enrico Lotti, Alessandro Mainardi, Giancarlo Malagutti, Giuseppe Mangoni, Manlio Mattaliano, Michele Medda, Federico Memola, Luigi Mignacco, Saverio Minutolo, Paolo Morales, Elio Ottonello, Roberto Pagliara, Massimiliano Palombi, Andrea Pasini, Giuseppe Pederiali, Sauro Pennacchioli, Mirko Perniola, Renata Pfeiffer, Pier Francesco Prosperi, Carlo Recagno, Pasquale Ruju, Alessandro Russo, Stefano Santarelli, Tiziano Sclavi, Lucia Strufaldi, Antonio Serra, Gino Udina, Enzo Verrengia, Stefano Vietti, Bepi Vigna, Andrea Voglino.

### Dibujantes
Giancarlo Alessandrini, Luca Arduini, Enrico Bagnoli (Henry), Dante Bastianoni, Franco Bignotti, Bruno Brindisi, Fabrizio Busticchi, Giulio Camagni, César Álvarez Cañete (Zesar), Giancarlo Caracuzzo, Roberto Cardinale, Giampiero Casertano, Gaetano y Gaspare Cassaro, Giorgio Cavazzano, Alessandro Chiarolla, Leone Cimpellin, Luigi Coppola, Gianluigi Coppola, Giovanni Crivello, Salvatore Cuffari, Davide De Cubellis, Salvatore Deidda, Pasquale Del Vecchio, Raffaele Della Monica, Franco Devescovi, Nando y Denisio Esposito (Esposito Bros.), Luca Enoch, Lucio Filippucci, Giovanni Freghieri, Nicola Genzianella, Valerio Giangiordano, Sergio Giardo, Giulio Giordano, Maurizio Gradin, Fabio Grimaldi, Lucio Leoni, Luca Maresca, Werner Maresta, Giuseppe Matteoni, Giuseppe Montanari, Paolo Morales, Francesco Mortarino, Giovanni Nisi, Paolo Ongaro, Alfredo Orlandi, Francesca Palomba, Giuseppe Palumbo, Michele Pepe, Fabio Piacentini, Claudio Piccoli, Carlo Piu, Sauro Quaglia, Rosario Raho, Angelo Maria Ricci, Pino Rinaldi, Corrado Roi, Giovanni Romanini, Fabrizio Russo, Stefano Santoro, Antonio Sforza, Eugenio Sicomoro, Luigi Siniscalchi, Dante Spada, Sergio Toppi, Rodolfo Torti, Carlo Velardi, Gino Vercelli, Stefano Vietti, Claudio Villa, Luisa Zancanella, Melissa Zanella.

## Serie animada
La historieta ha sido adaptada a la televisión a través de la serie animada Martin Mystery (en francés Martin Mystère), producida por la compañía francesa Marathon y emitida por Jetix (y más tarde, Disney XD) en España, Discovery Kids en Estados Unidos, Rai Due en Italia y Nickelodeon en Hispanoamérica.

## Videojuegos
En 1986 la revista Personal Software de la Editorial Jackson publicó el código fuente de una aventura conversacional con Martin Mystère para ZX Spectrum.
En 1994, en el número 152 de la serie regular fue anunciado un juego titulado Martin Mystère and the Secret of the Birdman, producido por la software house italiana Simulmondo; sin embargo, el proyecto fue abandonado.
Diez años después salió a la venta la aventura gráfica point-and-click Martin Mystère: Operación Dorian Gray, inspirada en la historia contenida en los números 62-64 de la serie, producida por la software house italiana Artematica.
En 2008 Ubisoft desarrolló Martin Mystery: Cazador de Monstruos para Nintendo DS, un videojuego basado en la serie animada.